# Jayalaksana (Kedokan Bunder)
Jayalaksana is een bestuurslaag in het regentschap Indramayu van de provincie West-Java, Indonesië. Jayalaksana telt 5951 inwoners (volkstelling 2010).